# Нойвальдэггский дворец
Нойвальдэггский дворец (нем. Schloss Neuwaldegg) — барочный дворец c ландшафтным парков в Хернальсе, 17-м районе Вены.

## История
Имение Нойвальдэггерхоф (Neuwaldeggerhof) упоминается уже 1535 году, вскоре после Первой турецкой осады Вены. Оно было создано имперским советником Штефаном Аглером (Stefan Agler) на месте приобретенной им фермы. Аглер получил титул рыцаря, а затем и эдлера Баумгартена и Нойвальдэгга от императора Фердинанда I. Во время второй Османской войны 1683 года (см. Венская битва) имение было разрушено.
Дворец был отстроен заново между 1692 и 1697 годами для графа Теодора Хайнриха фон Штраттманна (умершего в 1693). Архитектором, вероятно, был Иоганн Бернхард Фишер фон Эрлах. Тогда же был создан и регулярный парк дворца, организованный террасами. В нем находятся 24 садовых гнома работы Матиаша Бернарда Брауна (созданы около 1719 года, изначально для дворцового парка Цитолиб). Некоторое время сооружение называлось дворцом Штраттманна, по имени владельца.
В 1765 году дворец на аукционе приобрел Франц Мориц фон Ласси и прожил в нем до самой смерти в 1801. За это время он расширил парк и упростил его компоновку. В то время парк был одним из самых больших и красивых во всей Австрии. К этому периоду относятся скульптура «Отдыхающий Марс» (Ruhender Mars) Йоханна Мартина Фишера (1774 год), 17 гостевых домиков Хамеау (фр. Hameau) и построенный в 1794 году классицистский мавзолей Морицруэ (нем. Moritzruhe). В 1801 году он стал усыпальницей графа Ласси.
После смерти Ласси, дворец приобрела дворянская семья Шварценбергов. Парк дворца по-прежнему называется по их имени: Шварценбергпарк. Однако, новые владельцы перевезли немало произведений искусства в Крумловский замок в Богемии и в целом запустили Нойвальдэгг.
В 1951 году дворец приобрела архиепархия Вены. В 1978—1986 годах его интерьер был адаптирован для использования здания в качестве образовательного центра. Шварценбергпарк в 1985 году выкупил город Вена для рекреационных целей. В 2002 году дворец приобрел частный фонд. С тех пор он сдается для проведения общественных и частных выставок и других мероприятий. В 2010—2016 годах здесь размещалась Консерватория имени Шуберта.

## Галерея

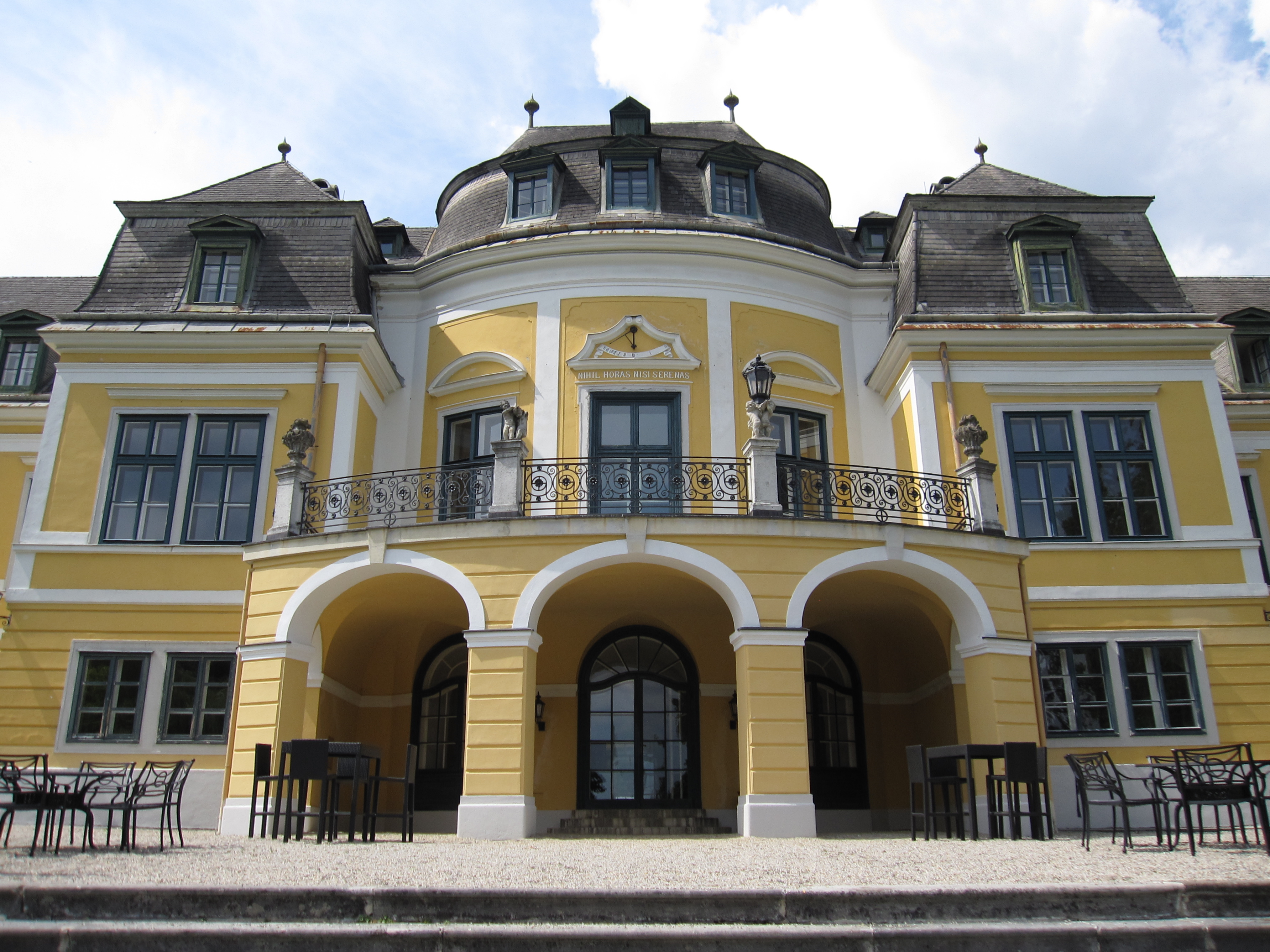
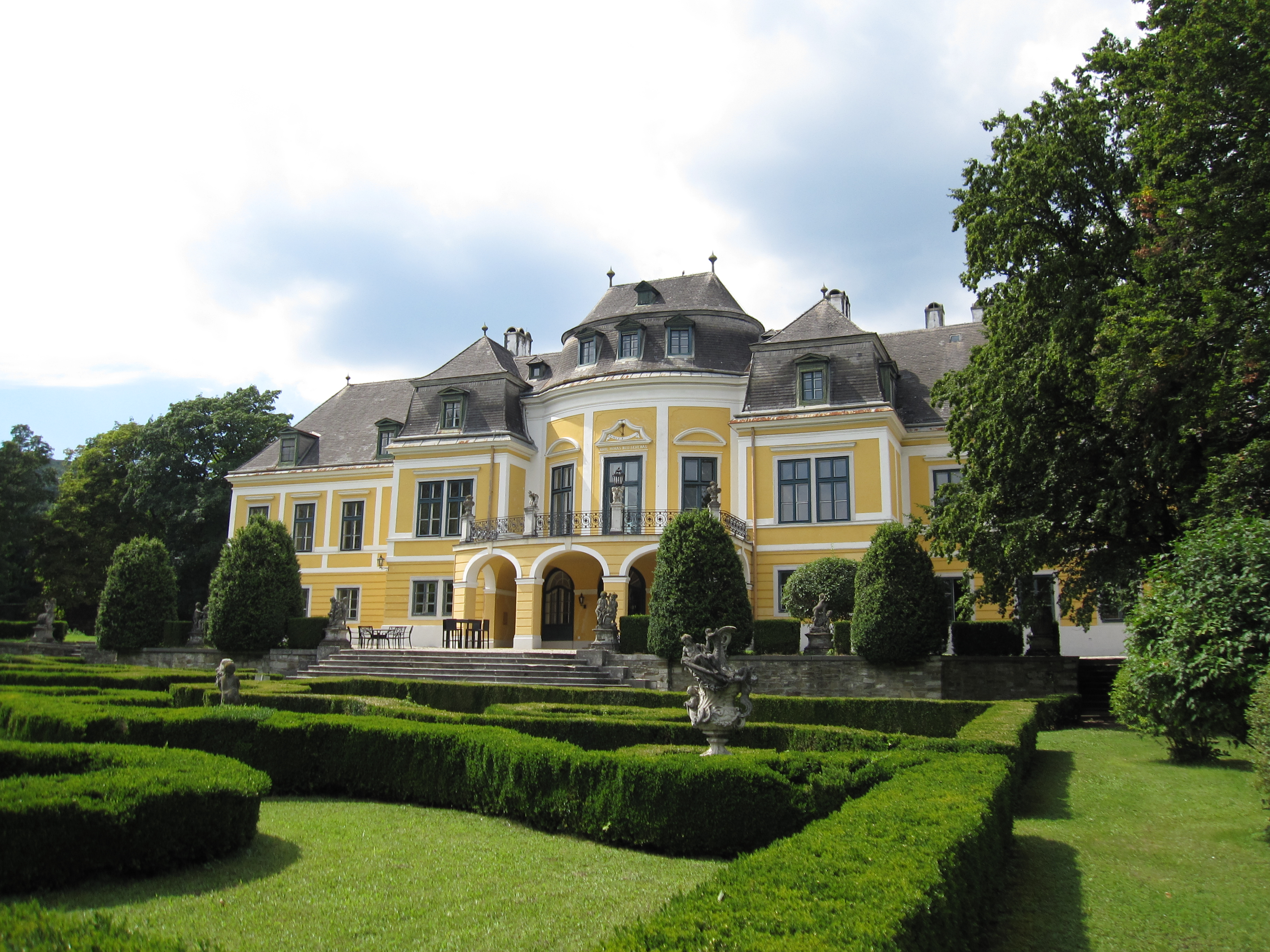
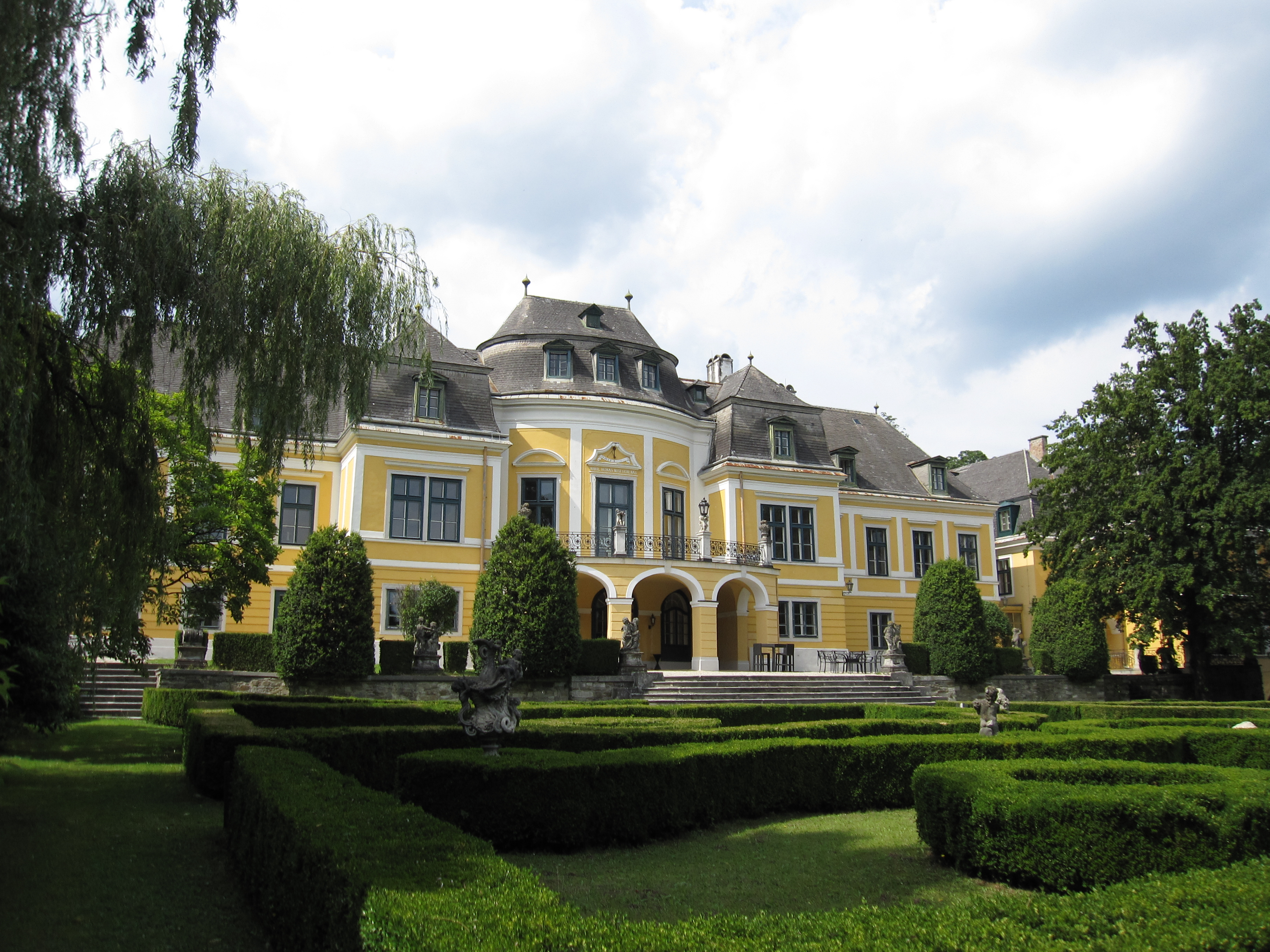
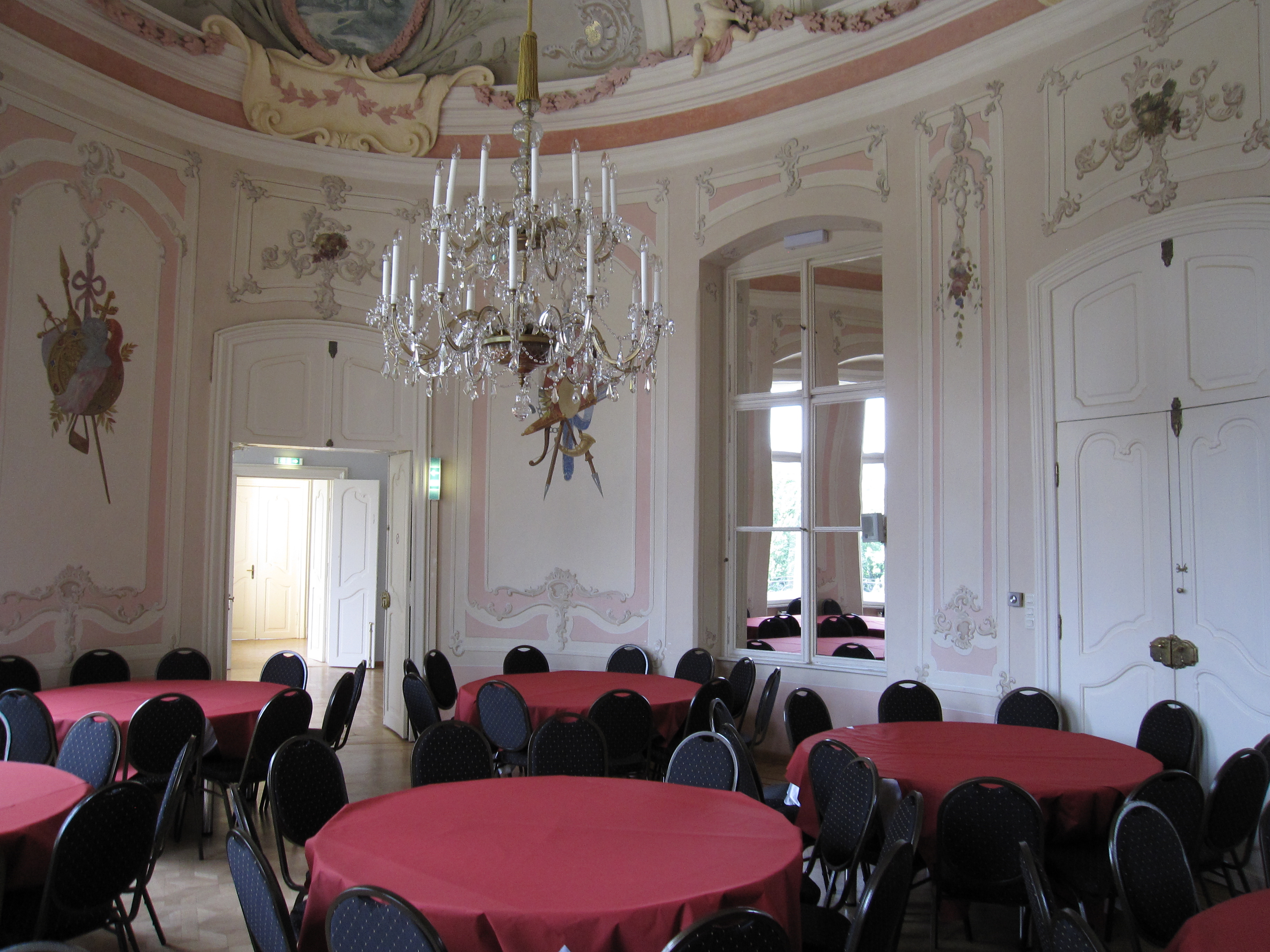
Внутри
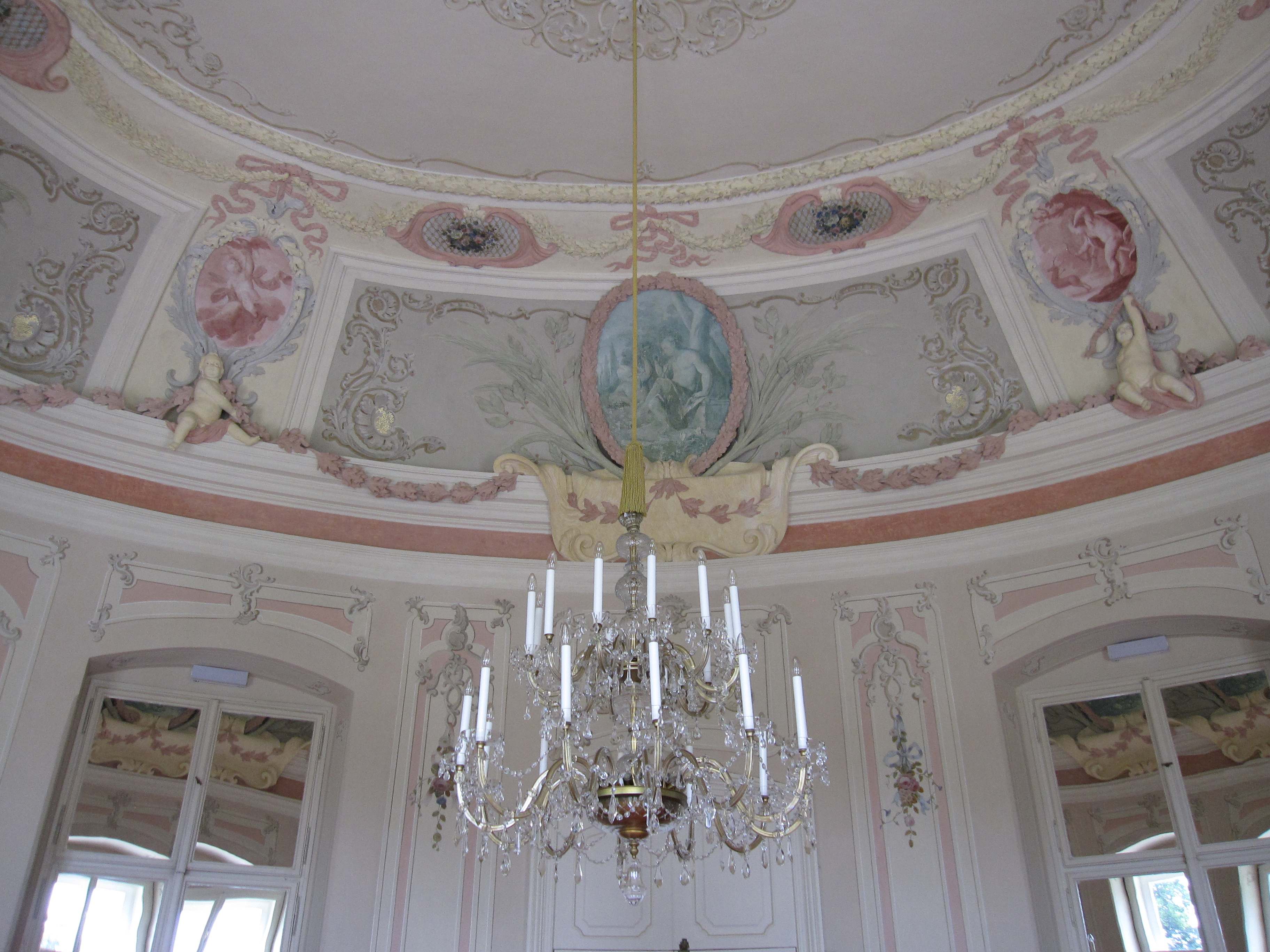
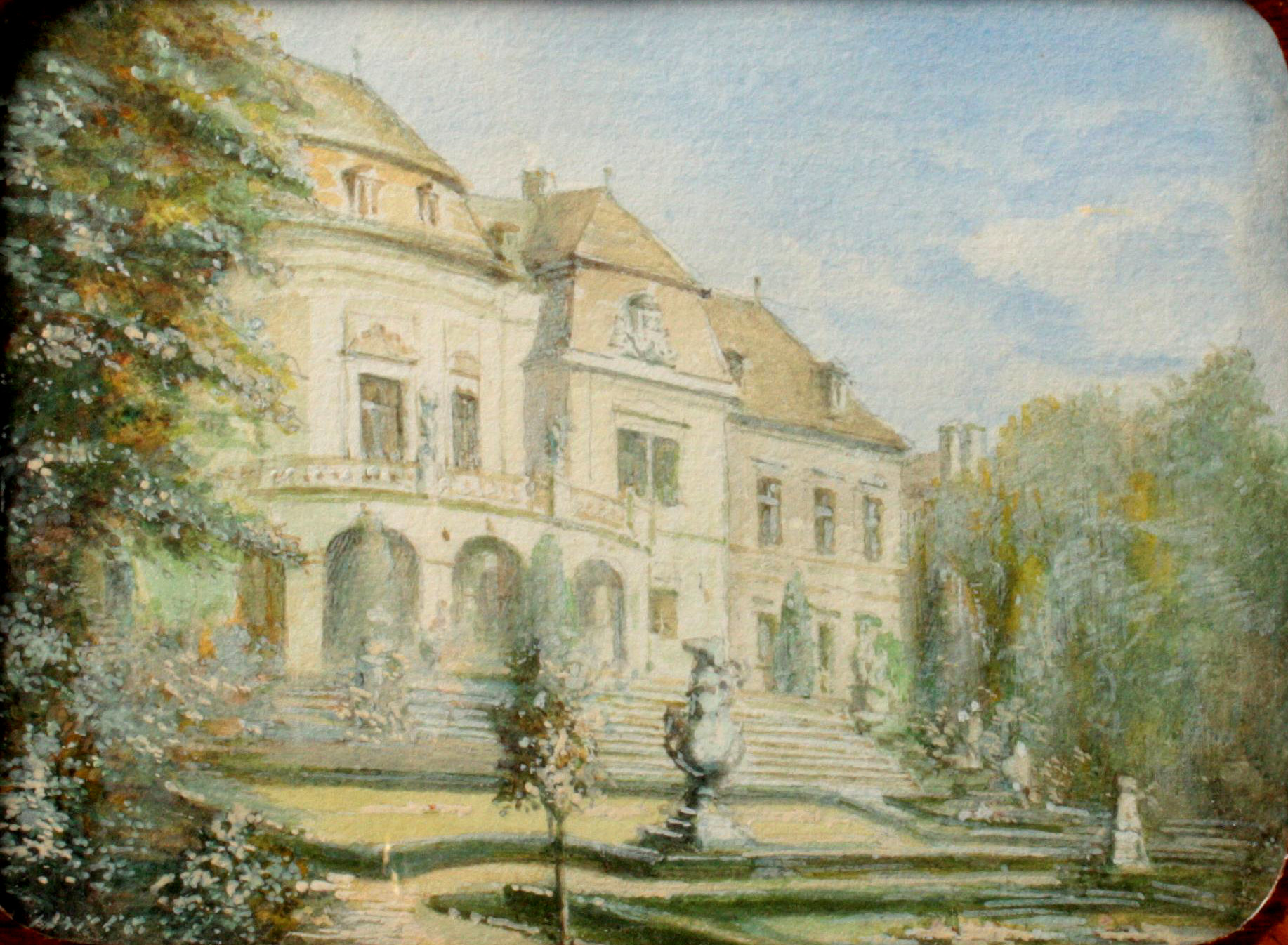
Акварель 1913 года неизвестного автора
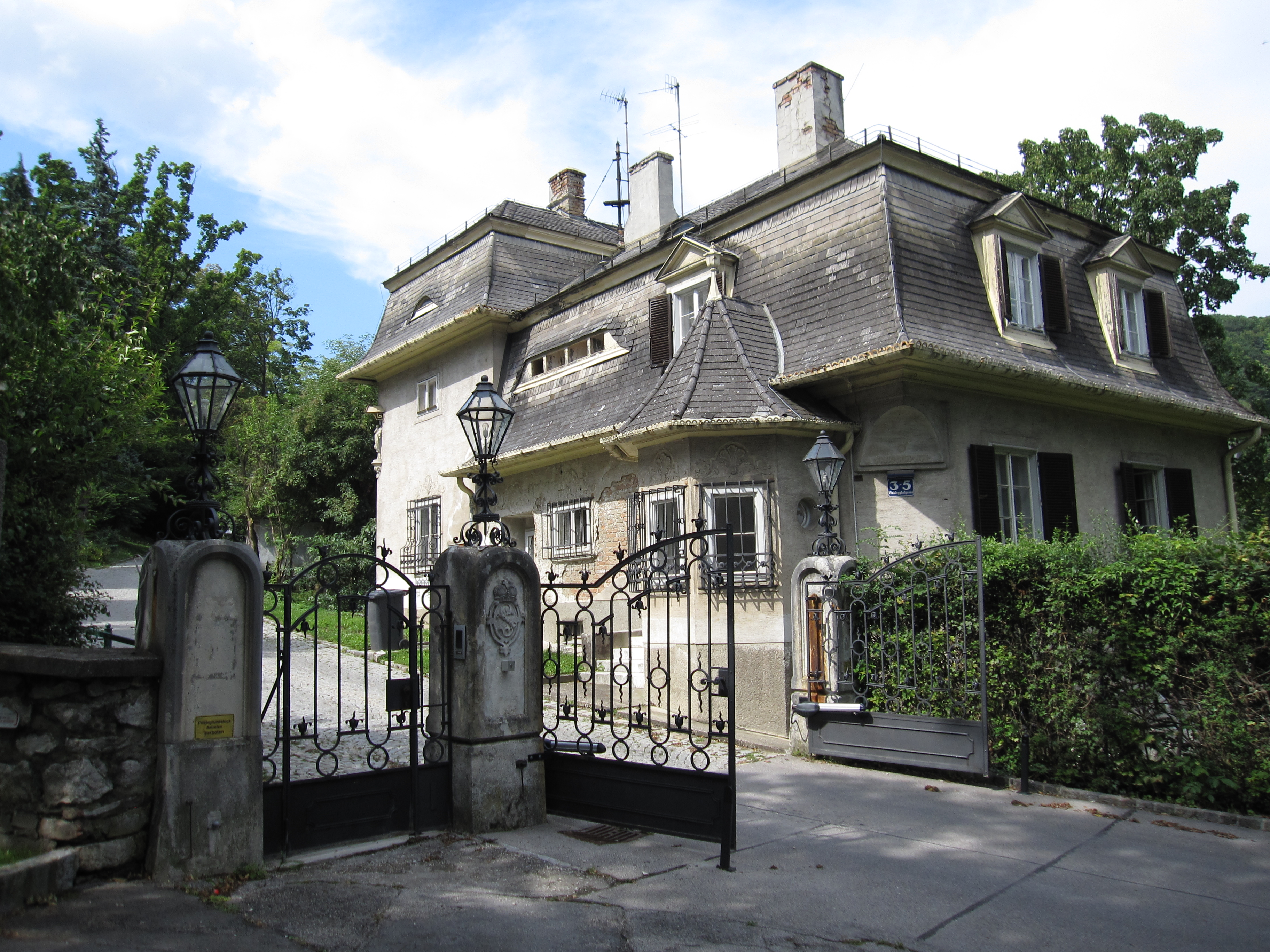
Домик привратника